# 中村たかを
中村たかを（中村俊亀智 なかむら たかお・しゅんきち 1931年4月26日 - 2012年10月2日）は、日本の民俗学者・文化人類学者。国立民族学博物館・明海大学名誉教授。

## 来歴
東京生まれ。武蔵高等学校（旧制）卒、1954年武蔵大学経済学部卒、1957年東京都立大学大学院社会学研究科経済政策修士課程修了。1957年民族学協会附属民族学博物館研究員、1962年文部省史料館文部事務官、1972年国文学研究資料館助手、1973年国立民族学博物館創設準備室助手を併任、1974年同助教授、1976年教授。1988年辞職し名誉教授、明海大学経済学部教授。2002年退職、名誉教授。

## 人物
- 妻の中村孚美も文化人類学者[3]。
- 著書は「中村たかを」名義で書いたが、論文は「中村俊亀智」名義が多い。

## 著書
- 『日本の民具』弘文堂, 1981.2
- 『文化人類学(民族学)のあゆみ』源流社 1989.4
- 『文化人類学史序説』源流社, 1997.12

### 共編著
- 『日本の博物館 第3巻 民家と民具 ふるさとの博物館』杉本尚次共編 講談社, 1981.8
- 『日本の労働着 アチック・ミューゼアム・コレクション』編. 源流社, 1988.7
- 『博物館学概論』編. 源流社, 1992.4
- 『図説生活文化論 住まいと食の文化とその周辺』植田啓司,坪郷英彦共著. 源流社, 1990